# Televiziunea în România
Fenomenul numit televiziune a fost prezent în peisajul românesc încă de la începuturile sale pe plan mondial. Deși apare în timpul celor două războaie mondiale, o perioadă și un context nu tocmai propice pentru dezvoltări științifice, atât pentru spațiul românesc, dar și pentru cel european, televiziunea reușește să se dezvolte și să se impună în fața altor medii de informare, cum ar fi presa scrisă sau radioul.

## Cronologie
- 1956 – televiziunea  începe să emită.
- 1957 – se emit 600 de ore pe an.
- 1958 – apar emisiunile de știri.
- 1959 – televiziunea are 1.000 de abonați.
- 1965 – programul TV se poate recepționa pe 40% din teritoriul țării, prin intermediul releelor; există 500.000 de abonați.
- 1968 – funcționează un telecentru nou cu 6 studiouri; televiziunea are 700 de angajați și emite 3.000 de ore pe an; începe să emită al doilea program.
- 1970 – televiziunea se mută în noul sediu, pe Calea Dorobanților, construit după modelul BBC; programele TV se pot recepționa pe 83% din teritoriul țării; sunt 1,5 milioane de abonați.
- 1983 – începe transmisiunea color zilnică, la data de 23 august.
- 1985 – programul de emisie se reduce la două ore pe zi.
- 1988 – programul de emisie ajunge la trei ore pe zi.
- 1989 – televiziunea română este singura televiziune din lume care transmite în direct o schimbare de regim politic.
- 1993 – TVR devine membru al Uniunii Europene de Radio și Televiziune (UERT).
- 1994 – este adoptată Legea 41/1994, prin care se înființează Societatea Română de Televiziune (TVR).
- 1997 – începe transmisia digitală.
- 2004 – TVR are o nouă identitate vizuală, unitară.
- 2008 – TVR lansează canalul TV experimental TVR HD.
- 2011 – TVR lansează aplicații mobile pentru conținut video și un proiect de platformă online (bibliotecă video).[1]

## Istoric
În România televiziunea a pătruns încă din perioada în care aceasta era într-un stadiu incipient și experimental în toată lumea. În anul 1926, la peste 40 de ani după ce au avut loc primele experimente publice realizate de către Ayrton și Perry, Baird reușește să transmită semnale de televiziune prin intermediul undelor radio. În 1932, Societatea Britanică de televiziune începe un serviciu experimental de televiziune, iar începând cu 1936 pornește difuzarea regulată a unor emisii TV.
În România primele cercetări în ceea ce privește transmisia la distanță a imaginilor apar în 1924. În anul 1928, la numai doi ani după ce Baird reușește să transmită primele imagini, fizicianul George D. Cristescu publică prima lucrare despre televiziune din România „Problema televiziunii”. Lucrarea cuprinde „două expuneri la Societatea Română de Fizică: prima la 18 mai 1926, a doua la 30 martie 1928”. Autorul prezintă sinteza experimentelor de explorare și transmitere a imaginilor de televiziune efectuate în „Laboratorul de Acustică și Optică a Universității de Științe din București” după cum scrie și în dedicația făcută: „În semn de recunoștință D`lui Prof. C. Miculescu directorul laboratorului de Acustică și Optică, al Facultății de Științe din București în care a luat ființă lucrarea de față 28 / VIII 1928 ”. De asemenea, autorul propune un sistem nou de explorare mecanică și obținere a imaginii. 
În anul 1937, (30 octombrie) la Facultatea de Științe din București, Laboratorul de Electricitate și Căldură, inginerul Christian Musceleanu prezintă o instalație de televiziune mecanică, cu disc Nipkow, adusă pentru demonstrații de firma Philips (olandeză). Ziarul Universul din 25 octombrie 1937 menționează evenimentul sub titlul: ‚Cel dintâi post de televiziune din România va începe să funcționeze peste câteva zile la București’; acesta este primul post cu care încep emisiunile experimentale de televiziune.
Prima emisiune de televiziune din România care se apropie cât de cât de conceptul actual al înțelesului de emisiune, a fost realizată în 1937 la Facultatea de Științe din București în cadrul unor demonstrații publice.
Anul 1953 este un an important pentru începuturile televiziunii din România, a fost construit și probat primul emițător de televiziune românesc în alb-negru, realizat de profesorul Alexandru Spătaru. Prima transmisie de televiziune s-a făcut la data de 21 august 1955. Televiziunea Română a început să emită la 31 decembrie 1956 într-un studio improvizat din Floreasca, str. Molière, nr. 2. Aici s-a transmis prima emisiune de televiziune din România - un film pe peliculă. Experimente de televiziune în culori au loc începând cu anul 1964.
Nicolae Stanciu, specialist în domeniul televiziunii, ajută la rândul său la lansarea Televiziunii Române pe care a condus-o timp de mulți ani din punct de vedere tehnic. Contribuțiile sale vizează calitatea imaginii de televiziune.

## Televiziunea publică
31 decembrie 1956 este ziua când a fost inaugurată în România televiziunea de stat, denumită și Televiziunea Română. Acesta poate fi considerat momentul în care apare în România instituția televiziunii. Modelul instituției este preluat după Televiziunea Franceză și după BBC adică limitarea spectrului frecvențelor și realizarea unui program național standardizat. Prin acest demers instituția televiziunii primește rolul deosebit de important de a fi în serviciul public și de a avea obligații în ceea ce privește educația și informarea cetățenilor.
Pentru o mai bună înțelegere a evoluției televiziunii în România câteva detalii tehnice despre începuturile TVR sunt utile. Studioul Național de Televiziune, amplasat în str. Molière nr. 2, era locul din care plecau programele spre emițătorul din fosta Casa Scânteii, actuala Casa Presei Libere. Antenele de emisie amplasate în vârful corpului central (cel mai înalt) mai sunt vizibile și astăzi, deși au fost dezafectate la începutul anilor 2000.
Anul 1957 aduce pentru televiziunea din România câteva premiere naționale: primul car de reportaj intră în dotarea TVR, se înființează o stație pentru recepția emisiunilor din exteriorul României, sunt efectuate două transmisii în direct a unor evenimente, primul fiind muzical - concertul lui Yves Montand de la Sala Floreasca, iar al doilea sportiv. Emisia în această perioadă era realizată cu ajutorul unui emițător de 22 kw, în standardul D, pe canalul 2.
În anul 1968 este inaugurat un nou sediu, folosit și în prezent, pe Calea Dorobanților constituit din: 3 studiouri de producție (1, 2 și 3), 1 studio pentru știri (4), 2 studiouri pentru crainici (5 și 6), 1 studio pentru schimburi internaționale (7), 1 studio pentru înregistrări muzicale și alte incinte cu facilități pentru producție și montaj.
Interesul cetățenilor pentru această formă de comunicare este deosebit în România, cifrele confirmând cererea crescută de televiziune, dar și existența unui număr din ce în ce mai mare de consumatori. Astfel în 1965 numărul abonaților la serviciul public de televiziune ajunge la cifra de 500.000, iar în anul 1970 la 1,5 milioane. O altă dovadă a interesului crescut pentru televiziune este și apariția în 1968 a programului 2 de televiziune, numărul orelor de program depășind numărul de 100 pe săptămână la nivelul anului 1973.
Din 1982 însă, orele de program încep să se reducă drastic, culminând în 1985 cu desființarea canalului 2 și limitarea canalului 1 la doar două și ulterior trei ore pe zi, din rațiuni economice, România Socialistă a lui Nicolae Ceaușescu traversând o gravă criză economică.
Chiar dacă regimul comunist considera televiziunea în culori ca fiind un moft, totuși conducerea Televiziunii Române de la acea vreme ia inițiativa de a testa televiziunea în culori, în sistem PAL. După numeroase probe, la 23 august 1983 Televiziunea Română face prima transmisie color oficială a paradei militare și manifestațiilor cu ocazia Zilei Naționale de atunci (23 august).
Din cauza controlului politic (se pare că Uniunea Sovietică nu a apreciat faptul că România a adoptat sistemul PAL contrar tuturor celorlalte țări din blocul comunist care adoptaseră sistemul SECAM) dar și din rațiuni economice, dezvoltarea producției de televiziune în culori se desfășoară cu mari dificultăți. 
Astfel au urmat ani la rând așa-numitele programe "parțial-color", în funcție de proveniența materialelor difuzate, de dotările tehnice (regiile de producție ale studiourilor mari erau încă alb/negru) dar și de decizia politicului vremii. 
Anul 1989 este un an important în istoria televiziunii din România. În decembrie 1989 TVR are ocazia de a transmite în direct unul din evenimentele majore ale istoriei recente a României, cunoscut sub numele de Revoluția Română din 1989. 
Din alt punct de vedere acest eveniment este de maximă o importanță pentru istoria acestei instituții deoarece a fost un actor activ în aceste evenimente. Tot în această perioadă poate fi consemnată o primă măsură de schimbare de imagine a postului de televiziune de la înființarea sa, transformarea TVR în TVRL (Televiziunea Română Liberă). În mod normal, se reia în februarie 1990 emisia canalului 2 iar apoi cursul TVR este unul ascendent. 
În 1994 prin legea 41 din 17 iunie 1994 este înființată Societatea Română de Televiziune, un serviciu public autonom de interes național, independent editorial, prin reorganizarea Radioteleviziunii Române. Prin această lege sunt preluate bunurile și personalul moștenite de la Radioteleviziunea Română și se ia măsura despărțirii celor două instituții separate până în acel moment: radioul și televiziunea.
După aderarea în 2007 la Uniunea Europeană dar și pentru a ține pasul cu evoluțiile din țările dezvoltate, România trebuia să-și digitalizeze rețelele naționale de televiziune (emițătoarele centrale și releele din teritoriu) până în 2015. Prevăzută inițial pentru 2012, digitalizarea terestră a fost amânată din cauza opoziției industriei cablului. Guvernul României a negociat astfel cu Comisia Europeană o amânare a digitalizării de trei ani (maximul posibil). Astfel, la 17 iunie 2015, televiziunea analogică în sistem PAL ar trebui să-și dea obștescul sfârșit, pentru a lăsa locul televiziunii digitale DVB. Deocamdată, singurele emițătoare digitale în sistem DVB sunt amplasate în București (două emițătoare Radiocom, pe canalele 54 și 59, și un al treilea al PRO TV, pe canalul 31) și în Sibiu (emițătorul de la Păltiniș, pe canalul 47).

## Televiziunea comercială
Schimbarea sistemului economico-politic din 1989 își pune amprenta și în domeniul audiovizual românesc. 
Fiind un teren propice și neexploatat, audiovizualul românesc suferă schimbări evidente și de amploare după evenimentele din 1989. De la începutul anului 1992, anul apariției Legii audiovizualului și până în anul 2000, Consiliului Național al Audiovizualului (CNA) a acordat 235 licențe TV pentru emisie terestră, 2523 licențe pentru transmisia programelor prin cablu și 18 licențe pentru emisia prin satelit. 
Primul canal privat de televiziune apărut în 1991, se chema SOTI (acronim de la „Societatea pentru Organizarea unei Televiziuni Independente”, alternativă la „Televiziunea de Stat”) și își difuza emisiunile după ora 23:00, pe frecvențele TVR 2 (care emitea zilnic între orele 16 și 23). 
A urmat apariția în 1993 a canalului Antena 1 și în 1994 a canalului Tele 7 abc (care a dat faliment în 2004). În 1995, pe 1 decembrie, fostul canal de sport „C31” devine PRO TV, canal ce va schimba radical stilul de a face televiziune în România. Pe 17 decembrie 1997, „Canal 38” (Amerom Teleamerica) devine Prima TV. Pe 1 martie 2007, se lansează Kanal D România, prima subsidiară autonomă a unei televiziuni străine, Kanal D Turcia.
O statistică realizată la sfârșitul anului 2004 prezintă astfel situația audiovizualului din România: 99 canale TV cu emisie terestră, 600 societăți de cablu, 9 canale cu emisie prin satelit. Din cele 253 de licențe de emisie cele mai multe sunt acordate pentru posturi locale, conform statisticii din 2004 doar 3 județe neavând licențe pentru astfel de posturi TV: Călărași, Giurgiu și Ilfov.
În prezent în România există o multitudine de posturi TV comerciale care acoperă o largă paletă de preferințe și răspund unor cereri diverse. Astfel există televiziuni generaliste: PRO TV, Antena 1, Kanal D România, Prima TV, Național TV, Național 24 Plus, dar și televiziuni cu programe de nișă: știri - Antena 3 CNN, Realitatea Plus, Digi 24, România TV, B1 TV, canale dedicate femeilor - Acasă TV, Happy Channel, sportive - Prima Sport, Prima Sport 2, Prima Sport 3, Eurosport, Eurosport 2, muzică - U TV, Kiss TV, Music Channel, H!T Music Channel, ZU TV etc.

## Televiziuni online din România
Printre televiziunile din România care produc conținut exclusiv online se numără Show Time TV, Arena TV, Feminis.ro, Sănătatea TV Arhivat în 11 mai 2011, la Wayback Machine. și Business TV Arhivat în 26 mai 2013, la Wayback Machine..
La data de 15 aprilie 2007 a fost lansat Evo TV, prima televiziune din România care a emis exclusiv online, dar care și-a încetat activitatea după aproape un an, în iulie 2008 Evo TV a revenit în 2010 cu o formulă editorială nouă, tot sub conducerea celui care a fondat-o, jurnalistul Sergiu Mihalcea. În prezent, Evo TV emite exclusiv conținut jurnalistic.
În iunie 2007, Emil Gal a lansat postul Brain TV, printr-o investiție inițială de 100.000 de euro, dar care a fost închis de asemenea în iulie 2008.
În mai 2008, Unity Group, ce cuprinde o serie de firme ieșene, a lansat televiziunea online Șapte TV Arhivat în 5 mai 2010, la Wayback Machine. cu profil generalist, bugetul investit în lansarea portalului fiind de 145.000 euro.
În noiembrie 2009, televiziunea HappyFish avea aproximativ 50.000 de vizitatori unici pe lună.
În ianuarie 2012, televiziunea Mangalia TV avea aproximativ 14.000 de vizitatori unici pe lună.

## IPTV
Compania INES oferă servicii de IPTV din anul 2005. Pentru acces la Ines IPTV este nevoie de acces la rețeaua de fibră optică a companiei, unde accesul se face la 100 Mbps. În mai 2007, serviciul oferea 110 canale TV.
Serviciul IPTV din România ce permite accesarea unui pachet de posturi TV pe PC, prin internet, a fost lansat de compania Synco Telecom în mai 2007, în cadrul expoziției CERF 2007. Condiția minimă de utilizare este conexiune la Internet de minim 2.5 megabiți, iar abonamentul lunar era de 29 de lei în septembrie 2007.
La data de 7 decembrie 2009, compania Romtelecom a lansat serviciul de televiziune IPTV Dolce Interactiv în zece orașe: București, Cluj-Napoca, Timișoara, Iași, Piatra Neamț, Sibiu, Brăila, Ploiești, Constanța și Bacău.
În ianuarie 2012 alt operator național, RCS & RDS, lansează propria platformă de IPTV intrând astfel în competiție cu Romtelecom, singura companie care mai oferea la nivel național acest tip de servicii.